# Forevermore
Pour les articles homonymes, voir Forever More.
Albums de Whitesnake
Good to Be Bad
(2008)
Forevermore est le onzième album studio du groupe de hard rock britannique Whitesnake, sorti le 9 mars 2011 au Japon, le 25 mars en Europe et le 29 mars 2011 aux États-Unis.
Une version vinyle de l'album a été mis à disposition en plus de la version CD. Une édition spéciale, intitulée "Snake Pack", est sortie en Angleterre seulement, contenant deux bonus tracks interprétés en concert.
Le premier single Love Will Set You Free a été mis à disposition par téléchargement dès le 21 février 2011, son clip étant sorti le 14 février.

## Liste des titres
Toutes les chansons sont écrites et composées par David Coverdale et Doug Aldrich.
| No  | Titre                      | Durée |
| --- | -------------------------- | ----- |
| 1.  | Steal Your Heart Away      | 5:19  |
| 2.  | All Out of Luck            | 5:28  |
| 3.  | Love Will Set You Free     | 3:52  |
| 4.  | Easier Said Than Done      | 5:13  |
| 5.  | Tell Me How                | 4:40  |
| 6.  | I Need You (Shine a Light) | 3:49  |
| 7.  | One of These Days          | 4:53  |
| 8.  | Love and Treat Me Right    | 4:14  |
| 9.  | Dogs in the Street         | 3:52  |
| 10. | Fare Thee Well             | 5:18  |
| 11. | Whipping Boy Blues         | 5:01  |
| 12. | My Evil Ways               | 4:33  |
| 13. | Forevermore                | 7:27  |

### Édition Snake Pack
| No  | Titre                                    | Auteur                             | Durée |
| --- | ---------------------------------------- | ---------------------------------- | ----- |
| 14. | Slide It In (live at Donington 1990)     | David Coverdale                    | 5:05  |
| 15. | Cheap an' Nasty (live at Donington 1990) | David Coverdale, Adrian Vandenberg | 7:27  |

## Composition du groupe
- David Coverdale - chants, chœurs
- Doug Aldrich - guitare
- Reb Beach - guitare, chœurs
- Michael Devin - basse, chœurs
- Brian Tichy - batterie

### Musiciens additionnels
- Timothy Drury - claviers